# Исмет паша (квартал в Султангази)
„Исмет паша“ (на турски: İsmetpaşa) е квартал на Истанбул, разположен в градска околия Султангази. Общата му площ е 0,91 км2. Според данни на Адресната система за регистриране на населението (ABPRS) към 2024 г. населението на „Исмет паша“ е 54 197 жители.